# Быдвайка
Быдвайка — река в Удмуртии, левый приток реки Позимь.
Длина реки — 14 км. Исток на Сарапульской возвышенности в 6 км к юго-юго-востоку от села Завьялово. Направление течения — северное. Впадает в Позимь у юго-восточных окраин города Ижевск.
Основные притоки: правые — Каменный Ключ, Башурка, Безымянный, левый — Шурдымка.
В селе Завьялово реку пересекает южная объездная дорога Ижевска.

## Данные водного реестра
По данным государственного водного реестра России относится к Камскому бассейновому округу, водохозяйственный участок реки — Иж от истока и до устья, речной подбассейн реки — бассейны притоков Камы до впадения Белой. Речной бассейн реки — Кама.
Код водного объекта в государственном водном реестре — 10010101212111100027101.